# دوني همفري
دوني همفري (بالإنجليزية: Donnie Humphrey)‏ هو لاعب كرة قدم أمريكية أمريكي، ولد في 20 أبريل 1961 في هنتسفيل في الولايات المتحدة، وتوفي في 1 سبتمبر 2014 في يوككا فالي في الولايات المتحدة.